# Candela Peña
Candela Peña tên đầy đủ là María del Pilar Peña Sánchez, sinh ngày 14.7.1973 tại Gavà, Barcelona, Catalonia, là một nữ diễn viên Tây Ban Nha.
Cô là con duy nhất của một cặp vợ chồng có một quán bar ở Barcelona. Cô bắt đầu học múa tại quê khi lển 4 tuổi. Sau khi tốt nghiệp trung học, cô tới thành phố Sevilla theo học kịch nghệ rồi sau đó tới Madrid.
Được đạo diễn Pedro Almodóvar khuyến khích, cô đã xuất bản tiểu thuyết Pérez Príncipe, María Dolores năm 2001.
Cô đã đoạt giải Goya cho nữ diễn viên chính xuất sắc nhất cho phim Princesas (2005) và giải Goya cho nữ diễn viên phụ xuất sắc nhất cho phim Te doy mis ojos (20003).

## Danh mục phim
- En el lado de la vida (2008)
- El patio de mi cárcel (2008)
- The Three Ages of the Crime (2008)
- Los años desnudos. Clasificada S (2008)
- Després de la pluja (Después de la lluvia) (2006)
- Princesas (2005)
- The Three Ages of the Crime (2005)
- ¡Hay motivo! (2004)
- Te doy mis ojos (2003)
- Descongélate! (2003)
- Torremolinos 73 (2003)
- Los muertos van deprisa (2003)
- No somos nadie (2002)
- Sin vergüenza (2001)
- Desaliñada (2001)
- Novios (1999)
- Todo sobre mi madre (1999)
- Insomnio (1998)
- ¿De qué se ríen las mujeres? (1997)
- Un, dos, tres, ¡Taxi! (1997)
- La Celestina (1996)
- Boca a boca (1995)
- Hola, ¿estás sola? (1995)
- Días contados (1994)

## Các giải thưởng

### Giải Goya
- Đề cử - Giải Goya cho nữ diễn viên phụ xuất sắc nhất
  - 1994 phim Días contados
  - 1999 phim Todo sobre mi madre
- Đoạt giải Goya cho nữ diễn viên phụ xuất sắc nhất
  - 2003 phim Te doy mis ojos
- Đoạt giải Goya cho nữ diễn viên chính xuất sắc nhất
- 2005 phim Princesas

### Giải Fotogramas de Plata
- Đoạt giải nữ diễn viên xuất sắc nhất (2005)
- Đề cử giải nữ diễn viên xuất sắc nhất (2003)

### Giải Ondas
- Đoạt giải nữ diễn viên xuất sắc nhất (2003)